# Kálmán Kalocsay
 (janvier 2021).
Si vous disposez d'ouvrages ou d'articles de référence ou si vous connaissez des sites web de qualité traitant du thème abordé ici, merci de compléter l'article en donnant les références utiles à sa vérifiabilité et en les liant à la section « Notes et références ».
Pour les articles homonymes, voir Kalman et Kalocsay.
Dans le nom hongrois Kalocsay Kálmán, le nom de famille précède le prénom, mais cet article utilise l’ordre habituel en français Kálmán Kalocsay, où le prénom précède le nom.
Œuvres principales
- Mondo kaj Koro (1867)
- Streĉita Kordo
- Rimportretoj (1876)
- Parnasa Gvidlibro (1879)
- Lingvo Stilo Formo (1885)
- Enciklopedio de Esperanto (1880)

Kálmán Kalocsay (prononcé /ˈkaːlmaːn ˈkɒloʧai/) (1891-1976), est un poète, rédacteur et traducteur en espéranto, dont il a beaucoup influencé l'évolution de la littérature. Il a contribué à la réalisation de l’Encyclopédie de l'espéranto. Son nom est souvent abrégé en Kolomano, en espéranto.

## Carrière
Kalocsay avait étudié la médecine, puis devint chef du service de maladies infectieuses d'un grand hôpital de Budapest. Adolescent, il apprit à la fois l'espéranto et l'ido, mais il préféra le premier car il y vit un plus grand potentiel littéraire.
En 1921 fut édité son premier volume de poésie originale en espéranto, Mondo kaj Koro (un monde et un cœur). Une décennie plus tard fut éditée son anthologie Une corde tendue, considérée comme l'une des plus remarquables compilations de poèmes originaux en espéranto. Apparut aussi Rimportretoj (portraits de rimes), des poèmes de forme circulaire (calligrammes) au sujet de plusieurs personnalités importantes à l'époque.
De nombreuses personnes pensent qu'il a aussi été l'auteur de Sekretaj Sonetoj (sonnets secrets), ensemble de sonnets érotiques publiés sous le pseudonyme « Peter Peneter ».
Kalocsay guida la littérature en espéranto par la revue et la maison d'édition éponymes Literatura Mondo (le monde littéraire). Ce groupe d'écrivains, unis autour de la revue pendant les années 1930 et 40, avait pour nom la Budapeŝta Skolo, l'école de Budapest.
Les œuvres de Kalocsay au sujet de la littérature et de la linguistique incluent la Plena Gramatiko de Esperanto (grammaire complète de l'espéranto) et le Parnasa Gvidlibro (guide parnassien), ouvrages élaborés avec Gaston Waringhien, ainsi que le Lingvo Stilo Formo (une langue, un style, une forme) au sujet du style en poésie.
Kolocsay est l'auteur de nombreuses traductions en espéranto, dont celle de l'Ode à la joie de Schiller (poème mis en musique par Beethoven dans sa IXe symphonie qui fut plus tard adoptée, dans une version abrégée et sur des paroles simplifiées, comme Hymne européen).  
Kalocsay s'est occupé de l'Encyclopédie de l'espéranto en deux volumes.
De nombreux auteurs se sont intéressés à Kalocsay, et ses écrits non encore publiés sont maintenant gérés par Ada CSISZÁR.

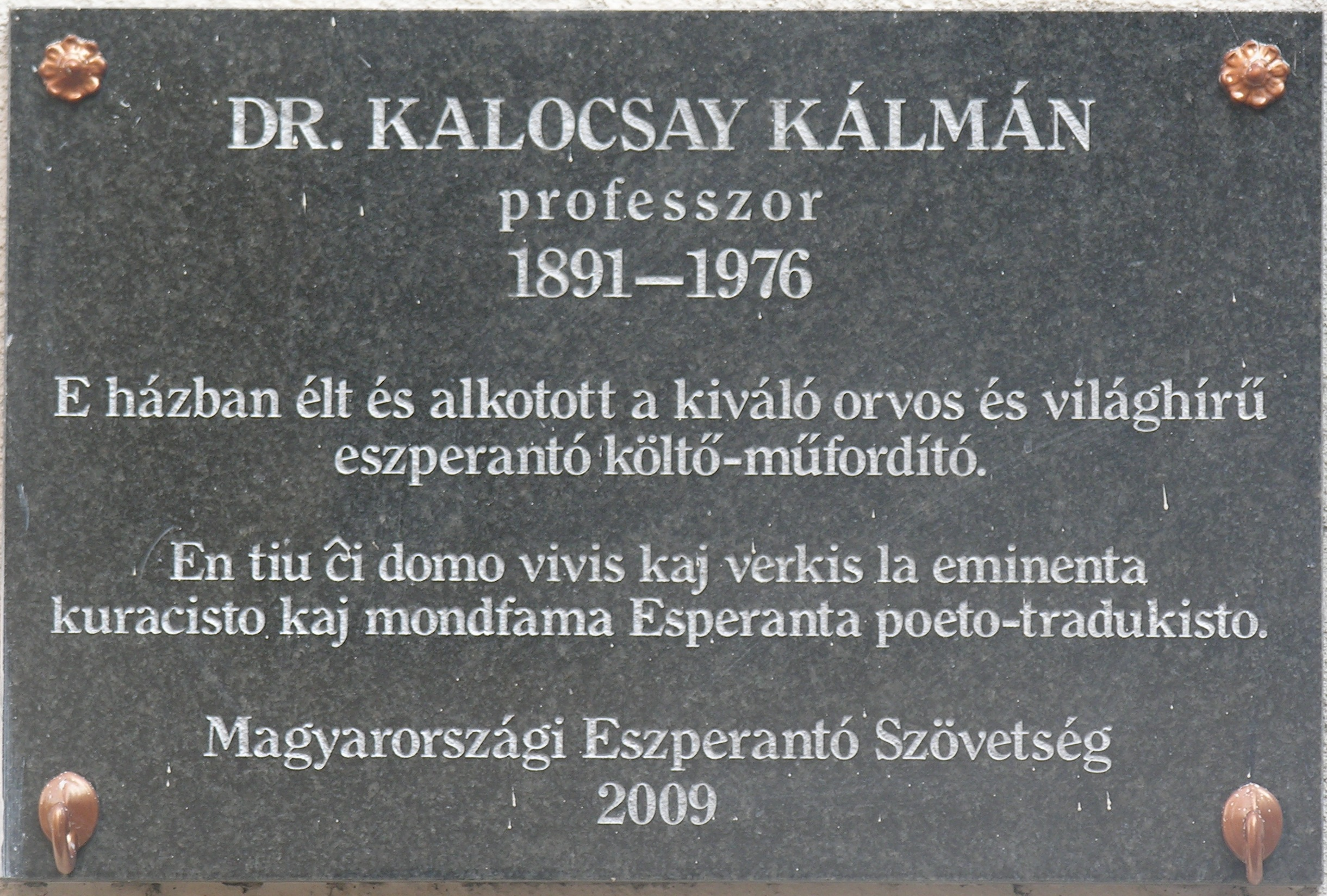
Plaque de Kálmán Kalocsay (Budapest)

### Poésie originale en espéranto
- Mondo kaj Koro, 1921
- Streĉita Kordo
- Rimportretoj
- Izolo
- Dekdu poetoj (douze poèmes), 1934

### Œuvres traduites en espéranto par Kálmán Kalocsay
- Johano la Brava de Sándor Petőfi, 1923
- La Tragedio de l'Homo de Madach, 1924 (réédité en 1965)
- Eterna Bukedo (anthologie poétique tirée de 22 langues) en 1931
- Romaj Elegioj de Goethe, 1932;
- Hungara Antologio, 1933;
- Infero de Dante, 1933
- La Floroj de l'Malbono (de Baudelaire) (traduction collective), 1957
- Reĝo Lear de Shakespeare, 1966
- Kantoj kaj Romancoj de Heine, en collaboration avec Gaston Waringhien, 1969
- Libero kaj Amo de Sándor Petőfi, 1970
- Ezopa saĝo recréé d'après Ésope, 1956
- La Somermeznokta Sonĝo de Shakespeare
- La Tempesto de Shakespeare
- Tutmonda Sonoro - anthologie poétique en deux volumes, tirée de 30 langues, 1981

### Œuvres sur les langues
- DOMFABRIKO : 6000 frazeologiaj esprimoj hungaraj-Esperantaj (en collaboration avec Ada CSISZÁR, 1975;
- Lingvo Stilo Formo, études

#### Sur Kalocsay
- Kálmán Kalocsay, le traducteur littéraire,  Ada Csiszár: In memoriam Dr. Kalocsay Kálmán (1891-1976). Pp. 34-35. Traduit en français par István Ertl.
- Correspondances de K. Kalocsay et G. Waringhien Marc van Oostendorp (eo en)

#### Textes
- À K. Kalocsay de Reto Mario Rossetti, paru initialement dans la revue littéraire de Nice, 1/4 p. 121
- Renkonto al la luno
- Sendemandaj respondoj (réponses sans questions), de Kálmán Kalocsay
- In a bitter hour en anglais et en lojban